# Nya tider (film)
Nya tider är en svensk TV-film från 1988 i regi av Bodil Mårtensson. Filmen gjordes för Sveriges Television och premiärvisades 18 februari 1988. Den repriserades tre dagar senare och har inte visats igen sedan dess.
Filmens manus skrevs av Mårtensson och Anders Lönnbro, där den senare också medverkade som skådespelare. För musiken stod Pekka Lunde. Fotograf var Mischa Gavrjusjov.

## Rollista
- Anders Lönnbro - Bengt
- Rolf Lydahl - Christer
- Leif Forstenberg - Ragnar
- Jonas Johansson - Dennis
- Agneta Danielson - Carina
- Thomas Nystedt - läkaren
- Bernt Ström - Svedberg
- Sören Hagdahl - journalisten
- Gunilla Fagerberg	- Margit
- Beata Ziemska - Helena
- Håkan Ernesto Söderberg - Ronny

### Fotnoter
1. 1 2  ”Nya tider”. Svensk Filmdatabas. http://sfi.se/sv/svensk-filmdatabas/Item/?itemid=32287&type=MOVIE&iv=Basic&ref=/templates/SwedishFilmSearchResult.aspx?id%3d1225%26epslanguage%3dsv%26searchword%3dNya+tider%26type%3dMovieTitle%26match%3dBegin%26page%3d1%26prom%3dFalse. Läst 2 augusti 2012.